# امپراتور کینمی
امپراتور کین‌می (به ژاپنی: 欽明天皇 Kinmei-tennō)؛ زاده درگذشته) بیست و نهمین امپراتور ژاپن بر اساس نظام سنتی جانشینی پادشاهان ژاپن است. سلطنت وی از ۵۳۹ تا ۵۷۱ میلادی به طول انجامید.
کین می اولین امپراتوری است که تاریخ‌نگاری معاصر قادر به تعیین زمان سلطنت وی است.

## روایت سنتی
عنوان معاصر کینمی «تننو» نبود، زیرا بیشتر مورخان معتقدند این عنوان تا زمان سلطنت امپراتور تنمو و امپراتریس جیتو معرفی نشده بود. در عوض، احتمالاً «سومه‌را میکوتو» یا «آمه‌نو‌شیتا شیروشیمه سو اوکامی» Sumeramikoto یا Amenoshita Shiroshimesu Ōkimi (治天下大王) بوده است، به معنی «پادشاه بزرگی که بر همه چیز زیر آسمان حکومت می‌کند». از طرف دیگر، کین‌می ممکن است به عنوان ヤマト大王/大君 یا «پادشاه بزرگ یاماتو» نامیده شود.

### رویدادهای زندگی کینمی
به دلیل چندین تناقض زمانی در روایت امپراتور کینمی در نیهون شوکی، برخی معتقدند که او در واقع بر دربار رقیب امپراتور امپراتور آنکان و امپراتور سنکا حکومت می‌کرد. با این وجود، طبق روایت سنتی، تا زمان مرگ امپراتور سنکا، برادر بزرگتر امپراتور کینمی، او تاج و تخت را به دست آورد.
بر اساس این روایت، امپراتور سنکا در سال ۵۳۹ در سن ۷۳ سالگی درگذشت؛و جانشینی به پسر سوم امپراتور کیتای رسید. این شاهزاده امپراتوری کوچک‌ترین برادر بعدی امپراتور سنکا بود. او به عنوان امپراتور Kinmei شناخته شد. او دربار خود را در قصر شیکیشیما نو کانازاشی  (磯城嶋金刺宮) در ولایت یاماتو تأسیس کرد.
مشاوران ارشد امپراتور عبارت بودند از:
- اواومی (رئیس بزرگ امپراتوری): سوگا نو اینامه نو سوکونه، همچنین به عنوان سوگا نو اینامه شناخته می‌شود.[۳]
- اوموراجی (رئیس خدای بزرگ): مونوتوبه‌اوکوشی نو مورایجی، همچنین به عنوان مونونوبه نو اوکوشی شناخته می‌شود.[۳]
- اوموراجی (رئیس خدای بزرگ): اوتومو نو کانامارو، همچنین به عنوان اوتومو نو کانامورا شناخته می‌شود.[۳]

اگرچه دربار امپراتوری تا سال ۵۹۲ به منطقه آسوکا، نارا ژاپن منتقل نشد، اما برخی حکومت امپراتور کینمی را آغاز دوره آسوکا دوره یاماتو ژاپن می‌دانند. به ویژه توسط کسانی که دوره آسوکا را عمدتاً با معرفی بودیسم به ژاپن از پادشاهی بکجه مرتبط می‌دانند.
به گزارش نیهون شیکی، امپراتور Kinmei مجسمه برنزی گوتاما بودا را به عنوان هدیه از پادشاه پادشاهی بکجه پادشاه سونگ از بکجه دریافت کرد «سی‌می او» (聖明王,  Seimei Ō) همراه با فرستاده مهمی از صنعتگران، راهبان و دیگر آثار در سال ۵۵۲. (با این حال، طبق Jōgū Shotoku Hōō Teisetsu، بودیسم در سال ۵۳۸ معرفی شد) این قسمت به‌طور گسترده به عنوان معرفی رسمی بودیسم به کشور در نظر گرفته می‌شود.
با معرفی دین جدید به دربار، شکاف عمیقی بین خاندان مونونوبه که اعضای آن از پرستش کامی حمایت می‌کردند و قبیله سوگا که اعضای آن از پذیرش بودیسم حمایت می‌کردند ایجاد شد.
بر اساس «نیهون شوکی»، امپراتور کنمی تا زمان مرگ خود در سال ۵۷۱ حکومت کرد و در Hinokuma no Sakai Burial Mound (桧隈坂合陵) به خاک سپرده شد. یک نظریه قوی‌تر دیگر معتقد است که او در واقع در Misemaruyama Tumulus (見瀬丸山古墳) واقع در «کاشیهارا» Kashihara City (橿原市) دفن شده است.
امپراتور به‌طور سنتی در یادواره شینتو مقدس (میساساگی) در نارا مورد احترام قرار می‌گیرد. دفتر خاندان امپراتوری مکان نارا را به عنوان آرامگاه یادمانی کینمی تعیین می‌کند. نام رسمی آن "Hinokuma no saki Ai no misasagi" است.
با این حال، بنا به گفته برخی از مورخان و باستان شناسان، مکان‌های واقعی گور امپراتوران اولیه نامشخص است.